# Demouryne
Demouryne (en ukrainien : Демурине) ou Diemourino (en russe : Демурино) est une commune urbaine de l'oblast de Dnipropetrovsk, en Ukraine.

## Démographie
Sa population s'élevait à 1 144 habitants en 2013.

## Géographie
Demouryne se trouve à 21 km au sud-ouest de Mejova, à 95 km à l'ouest de Donetsk, à 109 km au sud-est de Dnipro et à 499 km au sud-est de Kiev.

## Histoire
Le village de Demouryne fut fondé en 1922 près d'une gare ferroviaire construite en 1894. Il accéda au statut de commune urbaine en 1957. 

## Population
Recensements (*) ou estimations de la population :
| 1959* | 1970* | 1979* | 1989* | 2001* |
| ----- | ----- | ----- | ----- | ----- |
| 4 339 | 2 205 | 1 851 | 1 451 | 1 305 |

| 2009  | 2010  | 2011  | 2012  | 2013  |
| ----- | ----- | ----- | ----- | ----- |
| 1 173 | 1 160 | 1 151 | 1 153 | 1 144 |

| 2024 | - | - | - | - |
| ---- | - | - | - | - |
| 966  | - | - | - | - |